# دی هیدروارگوتامین
دی هیدروارگوتامین (به انگلیسی: Dihydroergotamine)
رده درمانی: منقبض کننده عروقی .
اشکال دارویی: افشانه بینی، آمپول

## موارد مصرف
درمان سردرد به خصوص میگرن و احتقان بینی.

## مکانیسم
این دارو از ترکیبات آلکالوئیدهای ارگوت است و مکانیسمی مشابه ارگوتامین دارد.این دارو مسدود کنندهٔ گیرنده آلفا ـ آدرنرژیک ضد سروتونین و مؤثر بر روی CNS است و دارای اثر مستقیم بر روی عضلات صاف می‌باشد. اثر مستقیم آن بر روی عروق خونی جمجمه باعث تنگ شدن عروق در مرحلهٔ گشادی عروق می‌شود و ضربان را که تصور می‌شود مسئول ایجاد سردرد باشد کاهش می‌دهد.
متابولیسم دی‌هیدروارگوتامین احتمالاً کبدی است و در عبور اول از کبد به مقدار زیادی متابولیزه می‌شود.
برای درمان سردردهای عروقی مانند میگرن و سردرد خوشه‌ای، انواع میگرن و سردرد هیستامینی، مصرف می‌شود. در درمان کمی فشار خون در حالت ایستاده، ناشی از عوامل مختلف مانند بی‌کفایتی اعصاب خودکار و بی‌حسی نخاعی، به‌کار می‌رود.

## عوارض جانبی
تهوع شایعترین عارضه آن است.